# کارو قافاداریان
کارو قافاداریان (ارمنی: Կարո Ղաֆադարյան؛ ۲۰ آوریل ۱۹۰۷ – ۲۱ دسامبر ۱۹۷۶) یک باستان‌شناسی، تاریخ‌نگار، سنگ‌نبشته‌شناس، و لغت‌شناس اهل ارمنستان بود.